# 스크렐링기

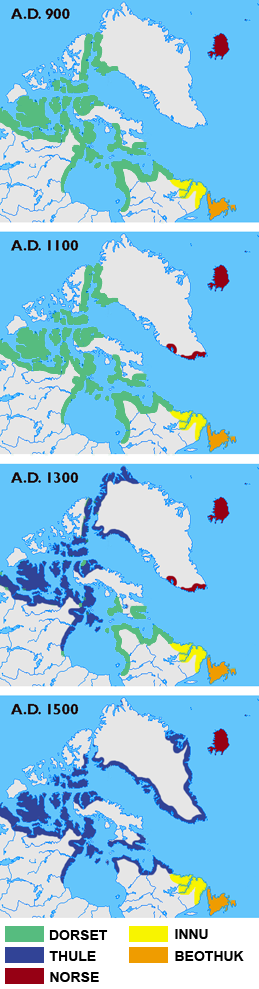
900년에서 1500년까지의 세력권 변화.,,,,

스크렐링기(고대 노르드어: skrælingi), 복수형 스크렐링갸르(고대 노르드어: skrælingjar)는 노르만인들이 그린란드와 북아메리카에서 조우한 원주민들을 일컬은 말이다. 13세기의 문헌에서 처음 언급이 되며, 노르드인과는 그린란드에서 공존했던 이누이트의 선조인 툴레인을 가리키는 말로 보이며, 사가에서는 11세기 초에 오늘날의 캐나다의 랑스 오 메도즈 일대인 빈란드에서 조우한 아메리카 원주민들을 가리키는 말로도 사용된다. 현대 주류 역사학계에서는 이들의 정체를 이누이트나, 틀링깃족 또는 베오투크족 등의 북아메리카의 북대서양 연안 지역의 원주민들을 뭉뚱그려서 가리키는 말이었다고 보고 있다.

## 같이 보기
- 랑스 오 메도즈
- 그린란드
- 뉴펀들랜드 래브라도주
- 툴레인